# Seurre
 Seurre  là một xã thuộc tỉnh Côte-d'Or trong vùng Bourgogne-Franche-Comté miền đông nước Pháp.

## Xem thêm

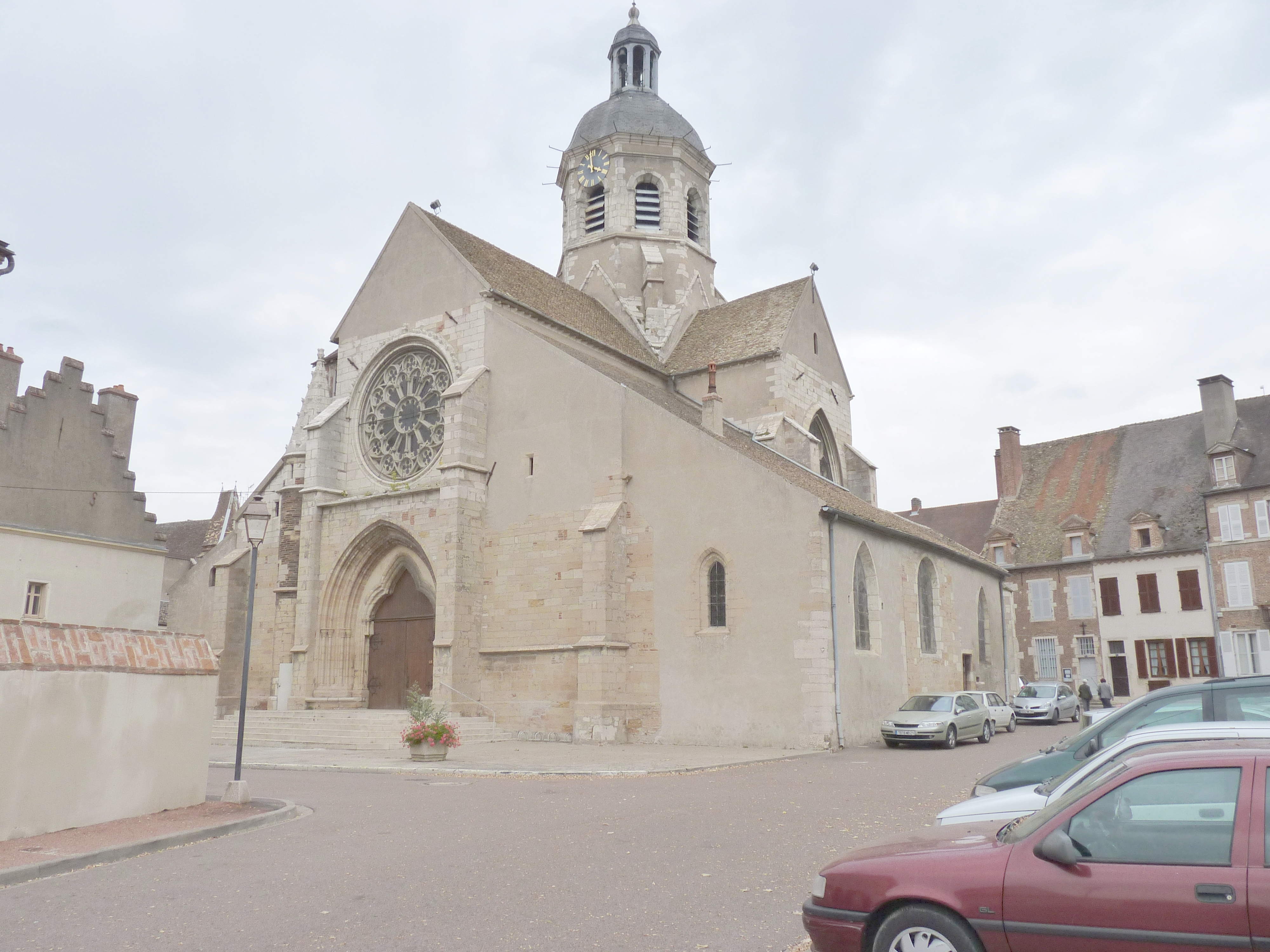
Church of Seurre.